# Calophyllum carrii
Calophyllum carrii är en tvåhjärtbladig växtart som beskrevs av P. F. Stevens. Calophyllum carrii ingår i släktet Calophyllum och familjen Calophyllaceae. Utöver nominatformen finns också underarten C. c. longigemmatum.